# Marquinho
Marquinho este o municipalitate în Paraná (PR), Brazilia.